# 北海道道972号滨里下沼线
北海道道972号滨里下沼线（日语：北海道道972号浜里下沼線）是一条位于北海道幌延町内的普通道级道路（北海道道）。

## 道路概况
- 起点：北海道天盐郡幌延町浜里（＝北海道道106号稚内天盐线交点）
- 終点：北海道天盐郡幌延町下沼（＝国道40号交点）
- 总長：8.6千米

## 经过的自治体
- 宗谷综合振兴局
  - 天盐郡幌延町

## 主要连接道路
- 幌延町
  - 北海道道106号稚内天盐线
  - 国道40号

## 历史
- 1979年4月17日 路線勘定。